# 필리핀계 캐나다인
필리핀계 캐나다인(-系 - 人, 영어: Filipino Canadians)은 캐나다에 이민한 필리핀인과 그들의 자손을 칭한다.

## 같이 보기
- 캐나다의 민족
- 아시아계 캐나다인